# Chi Sếu
Chi Sếu, chi Phác, chi Ma trá hoặc chi Cơm nguội (danh pháp khoa học: Celtis) là một chi của khoảng 60-70 loài cây gỗ với lá sớm rụng, phổ biến khá rộng trong các khu vực ôn đới ấm, nhiệt đới của Bắc bán cầu, tại Nam Âu, miền nam và Đông Á, miền nam và miền trung Bắc Mỹ cũng như kéo dài tới khu vực miền trung châu Phi. Nói chung, chúng là các cây gỗ kích thước trung bình, cao tới 10–25 m, ít khi cao tới 40 m. Bài này lấy tên gọi Cơm nguội là chính.
Trong phân loại, trước đây chúng được xếp vào họ Du (Ulmaceae) hoặc trong họ của chính chúng là họ Cơm nguội (Celtidaceae), nhưng các phân tích bộ gen do Angiosperm Phylogeny Group tiến hành đã chứng minh chúng tốt nhất nên đặt vào họ Gai dầu (Cannabaceae).
Lá của chúng là loại lá đơn, mọc so le, dài khoảng 3–15 cm, hình trứng nhọn đầu với phần đỉnh lá nhọn kéo dài, mép lá có khía răng cưa cách đều.
Quả là loại quả hạch nhỏ, đường kính 6–10 mm, ở nhiều loài là ăn được, với vị hơi khô nhưng ngọt, tương tự như ở quả chà là.
Một vài loài được trồng làm cây cảnh, đáng chú ý vì khả năng chống chịu hạn khá tốt của chúng. Lưu ý không nhầm các loại phác này với hậu phác tức vỏ cây mộc lan (Magnolia officinalis) dùng làm thuốc trong y học cổ truyền Trung Hoa. Tên gọi phác có nguồn gốc từ tiếng Trung 朴 (bính âm: pò).

## Một số loài
- Celtis africana
- Celtis australis – Sếu châu Âu, áp ảnh.
- Celtis bungeana – Sếu Bunge, phác lá nhỏ.
- Celtis caucasica – Sếu Kavkaz.
- Celtis cerasifera – Phác quả nhỏ.
- Celtis integrifolia – Sếu châu Phi.
- Celtis jessoensis – Sếu Nhật Bản.
- Celtis koraiensis – Sếu Triều Tiên, phác lá to.
- Celtis labilis – Sếu Hồ Bắc, phác quả vàng.
- Celtis laevigata – Sếu phương nam.
- Celtis occidentalis – Sếu phương tây.
- Celtis orientalis – Đã chuyển sang chi Trema, thành loài Trema orientale
- Celtis philippensis – Phác dầu quả to, ma trá, ma trá wight, làu táu, xum ba.
- Celtis reticulata
- Celtis sinensis – Sếu Trung Quốc, cơm nguội, phác, sếu Tàu, sếu Nhật, sếu đông, cơm nguội vàng.
- Celtis tenuifolia – Sếu lùn.
- Celtis tetrandra – Sếu bốn nhị, ma trá tứ hùng.
- Celtis timorensis – Sếu hôi, riều.
- Celtis tournefortii – Sếu đông.

## Hình ảnh

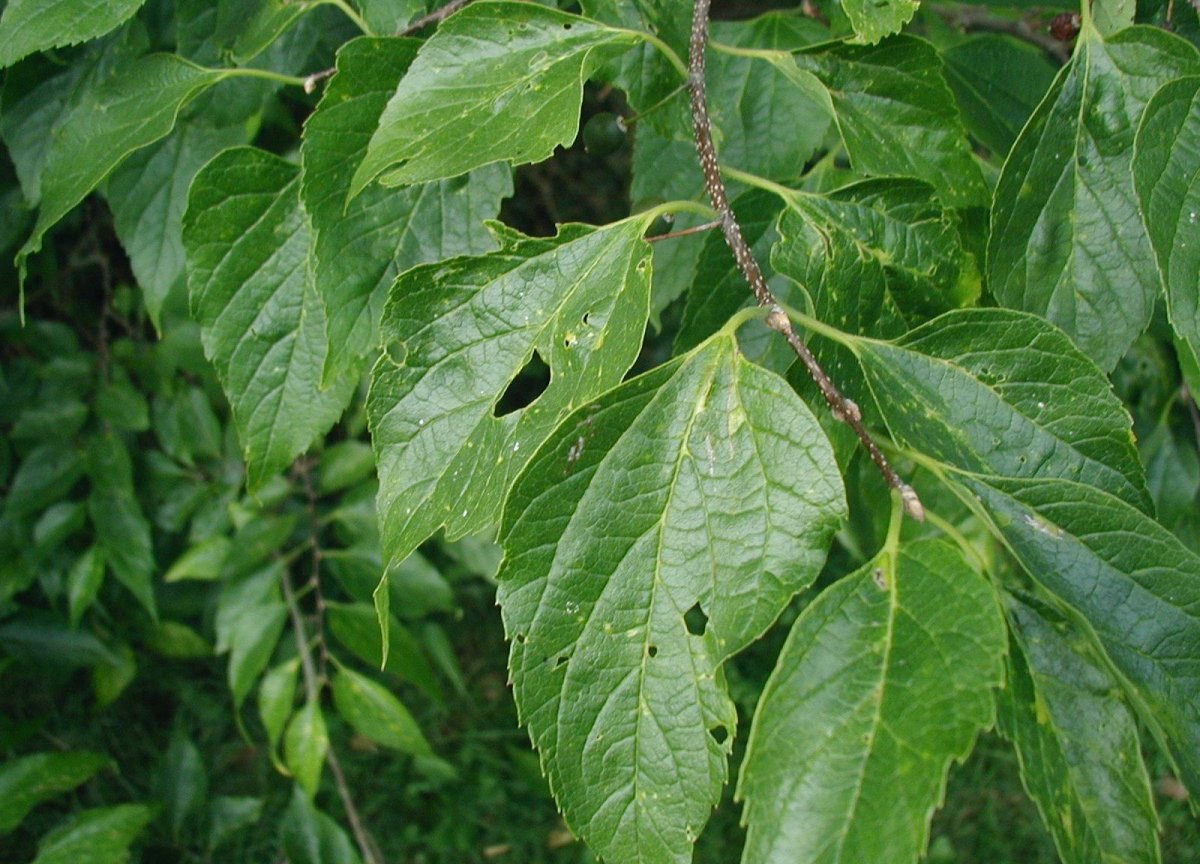
Celtis occidentalis
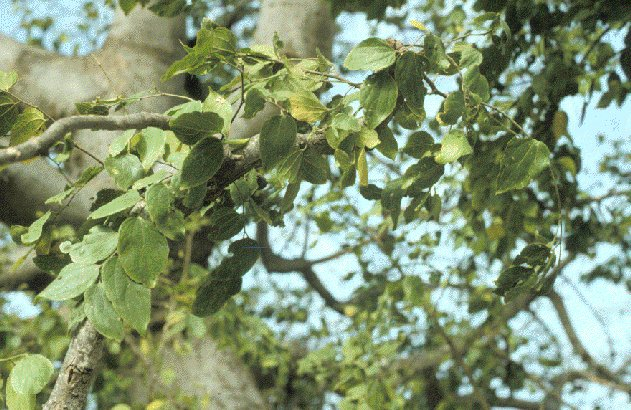
Celtis integrifolia tại Senegal
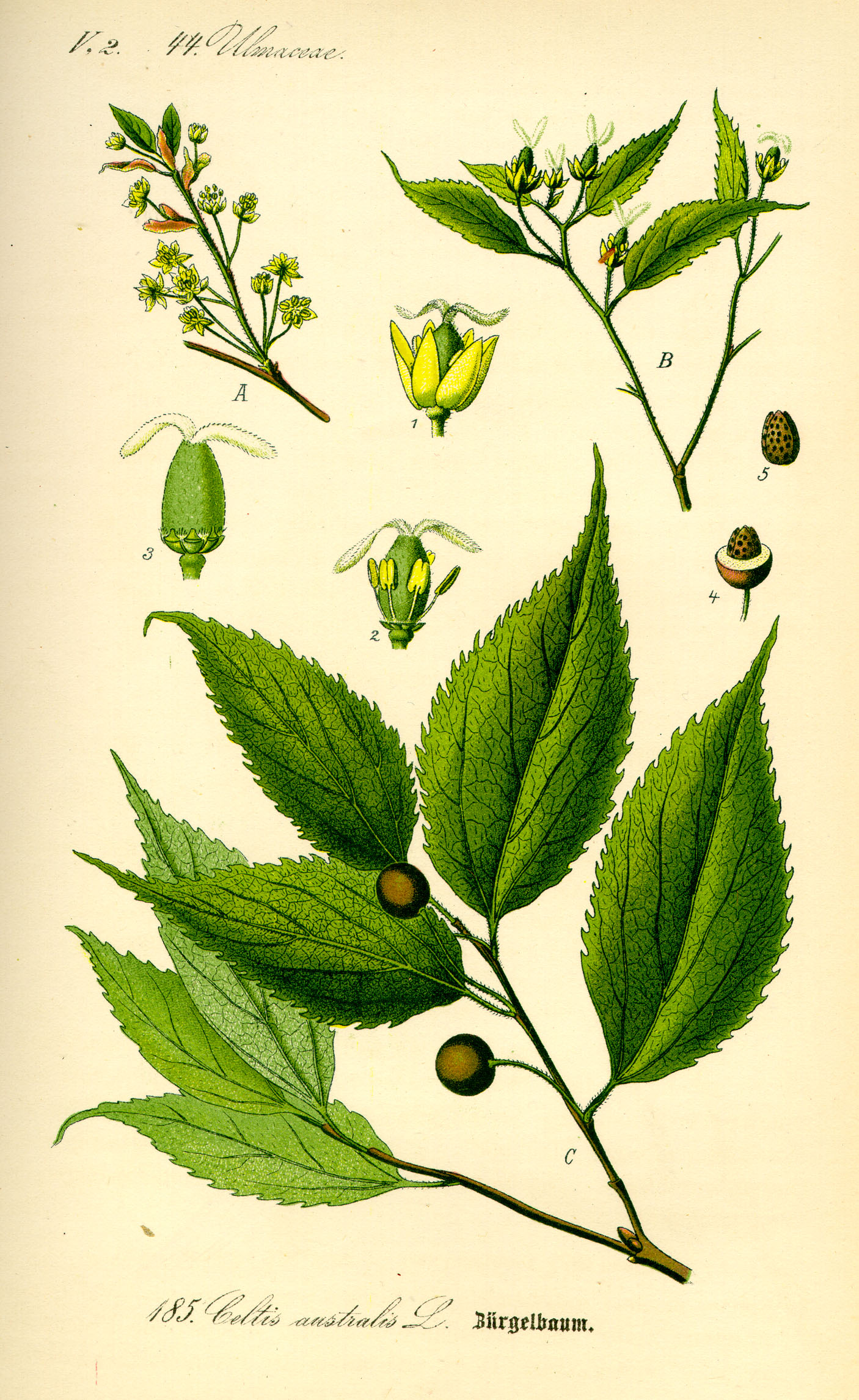
Cơm nguội châu Âu (Celtis australis) trong Thomé, Flora von Deutschland, Österreich und der Schweiz (1885)